# Dụ Đức Linh
Dụ Đức Linh (tiếng Trung: 裕德齡; bính âm: Yù Délíng; Wade–Giles: Yü Tê-ling; 1885-1944), tài liệu tiếng Anh thường ghi là "Princess" Der Ling, là một nhà văn nữ người Trung Hoa đầu thế kỷ XX, tác giả của một số hồi ký, sách và bài báo trên tạp chí. Nhờ khả năng ngoại ngữ và từng sống ở Tây phương, bà từng được tuyển làm nữ quan của Từ Hi Thái hậu, giữ vai trò phiên dịch cho Từ Hi trong các buổi tiếp kiến với các phu nhân sứ thần nước ngoài. Bà từng có nhiều tác phẩm bằng ngôn ngữ Tây phương, giúp cho người Tây phương có cái nhìn khách quan hơn về Từ Hi thái hậu, cũng như văn hóa cung đình Đại Thanh thời bấy giờ.

## Thiếu thời

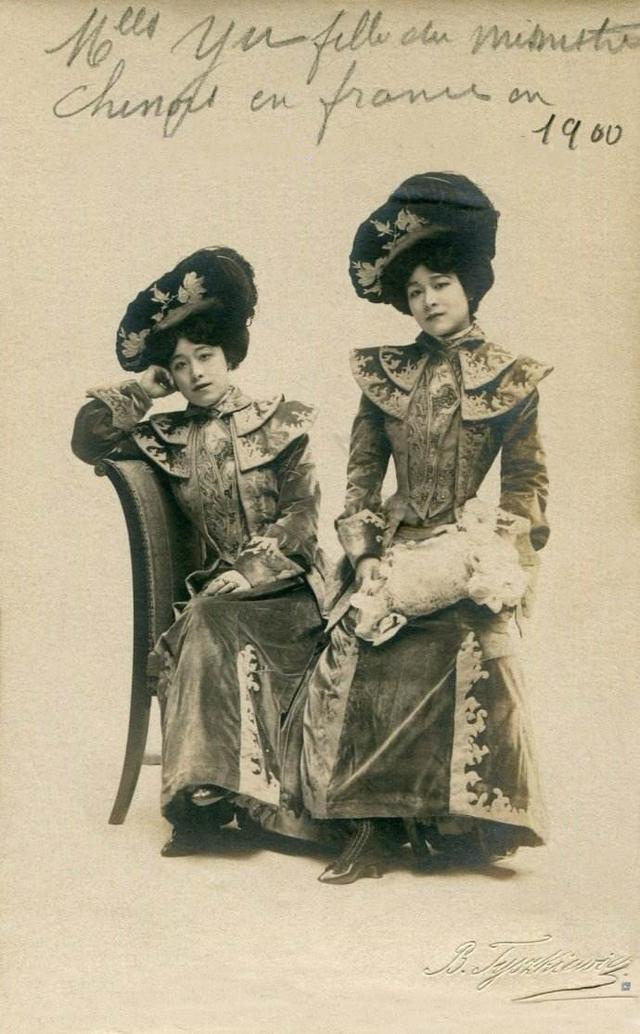
Dụ Đức Linh và người em gái Dụ Dung Linh, 1900

Dụ Đức Linh sinh năm 1885 tại Vũ Xương, là con thứ 3 trong gia đình 5 anh em. Bà là con gái của Dụ Canh, một ngoại giao quan của Thanh triều. Mẹ của bà là Louisa Pearson, một phụ nữ lai Hoa, con gái của một thương gia Boston làm việc tại Thượng Hải. Có tài liệu ghi nhận mẹ bà là một người Pháp.
Tuy sinh ra ở Vũ Xương, nhưng anh em bà đều trưởng thành ở Sa Thị, Kinh Châu. Nguyên gia tộc bà là họ Từ, nhưng sau khi cha bà được phân tộc vào Hán quân Chính Bạch kỳ thì anh em bà theo thông lệ "Tùy danh tính" đổi thành họ Dụ. Do đó, bà có tên là Dụ Đức Linh.
Năm 1895, cha bà được cử làm Đặc mệnh toàn quyền đại thần tại Nhật Bản, đến năm 1899, lại chuyển sang làm Công sứ Đại Thanh tại Đệ Tam Cộng hòa Pháp. Dụ Canh là một người được biết đến với quan điểm tiến bộ, cải cách; vì quyết tâm giáo dục con cái của mình, bao gồm các cô gái, ở các trường phương tây, điều rất bất thường trong thế hệ của họ; và vì sự trung thành của ông đối với Từ Hi. Trong suốt 6 năm tháp tùng phụ thân sống ở nước ngoài, Dụ Đức Linh và người em gái Dụ Dung Linh, có được một nền giáo dục phương Tây, học tiếng Pháp và tiếng Anh, và học múa ở Paris với Isadora Duncan. Hai chị em bà được nhận định là có học thức uyên bác, tinh thông tình hình xã hội quốc tế.
Năm 1902, Dụ Canh được triều đình triệu hồi về nước. Ông được thưởng hàm Thái bộc tự khanh, được phép lưu kinh dưỡng bệnh. Dụ Đức Linh, khi đó mới 17 tuổi, đã theo cha hồi kinh. Bấy giờ, sau khi xảy ra sự kiện Liên quân tám nước cướp phá Bắc Kinh, Từ Hi thái hậu muốn nhanh chóng xây dựng mối quan hệ cá nhân tốt đẹp với các đại sứ nước ngoài cùng với phu nhân của họ, nên đã ra lệnh cho Khánh thân vương Dịch Khuông tuyển chọn những phụ nữ thông hiểu ngoại văn cũng như lễ nghi Tây phương vào cung làm nữ quan. Hai chị em Đức Linh, Dung Linh nhập cung, trở thành 2 trong số 8 Ngự tiền nữ quan của Từ Hi, làm nhiệm vụ phiên dịch trong các cuộc gặp gỡ giữa Từ Hi với các phu nhân đại sứ ngoại quốc.
Một người anh trai của Đức Linh là Dụ Huân Linh, người từng học nghề nhiếp ảnh ở Pháp, chính là tác giả của những bức ảnh duy nhất của Thái hậu Từ Hi vẫn còn tồn tại.
Tháng 3 năm 1905, nhân phụ thân lâm trọng bệnh, chị em Đức Linh xuất cung về Thượng Hải. Cuối năm đó, Dụ Canh qua đời.

## Cuộc sống sau đó
Ngày 21 tháng 5 năm 1907, Đức Linh kết hôn với Thaddeus C. White, phó lãnh sự của Lãnh sự quán Hoa Kỳ tại Thượng Hải. Thời gian này, bà đã viết về những trải nghiệm của mình trong thời gian làm nữ quan trong cuốn hồi ký Two Years in Forbidden City, được xuất bản năm 1911.
Năm 1912, bà sinh hạ người con trai duy nhất Thaddeus Raymond White. Năm 1915, bà theo chồng về Mỹ. Năm 1933, con trai bà qua đời vì bệnh.
Thời gian ở Mỹ, Đức Linh tiếp tục viết và xuất bản thêm bảy cuốn sách. Thời kỳ Chiến tranh Trung-Nhật (1937-1945), bà từng 3 lần cùng Tống Khánh Linh phát động phong trào bảo vệ Trung Quốc đồng minh.
Những năm cuối đời, bà dạy tiếng Trung Quốc tại Đại học California, Berkeley.
Ngày 22 tháng 11 năm 1944, Đức Linh hay bà Thaddeus C. White đã bị tử vong ở Berkeley, California do bị xe đâm khi bà đang băng qua ngã tư giao lộ Bancroft Way và Telegraph Ave.

## Hồi ký và bài viết

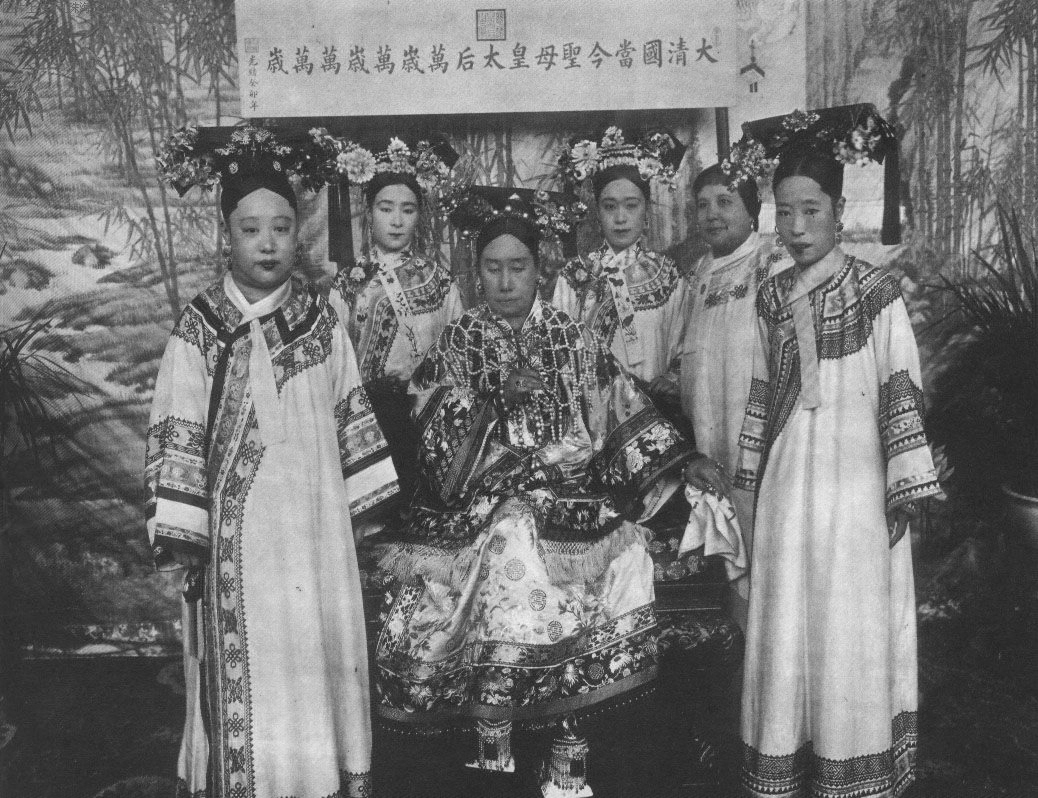
Từ trái sang: Cẩn phi, Dung Linh, Từ Hi thái hậu, Đức Linh, Louisa Pearson, Tĩnh Phân hoàng hậu

Sau khi Từ Hi chết vào năm 1908, nhiều hình tượng bôi nhọ của bà xuất hiện trong sách và tạp chí. Đức Linh rất bất bình, vì vậy bà đã viết một quyển hồi ký về khoản thời gian làm nữ quan hầu hạ "Lão Phật gia", mà bà đặt tên là "Hai năm ở Tử Cấm Thành". Quyển sách được xuất bản vào năm 1911, ngay trước thời điểm nhà Thanh sụp đổ, đã nhanh chóng thu được ít nhiều độc giả.
Trong quyển hồi ký, Từ Hi được mô tả không phải là một con quái vật đồi trụy được mô tả trong các giai thoại câu khách được đăng báo, thông qua những lời kể phiến diện qua trung gian của những người nước ngoài sống ở Bắc Kinh để lại. Từ Hi được Đức Linh mô tả như là một bà lão yêu cái đẹp, có nhiều điều hối tiếc về quá khứ và cách bà đã đối phó với nhiều khủng hoảng trong triều đại dài của mình, và dường như tin tưởng Đức Linh đủ để chia sẻ nhiều kỷ niệm và ý kiến.
Trong quyển hồi ký này, bà sử dụng bút danh "Princess" Der Ling, tạo ra tranh cãi ở cả Trung Quốc và Hoa Kỳ trong tương lai. Trong quyển hổi ký, bà nói rằng địa vị Princess của bà được Thái hậu ban, chỉ có giá trị trong cung. Hoàng đế Quang Tự, người trên thực tế đang bị quản thúc trong cung, cũng chưa bao giờ ban sắc phong, vì vậy, địa vị này không có giá trị trong thế giới bên ngoài.
Cũng trong quyển hồi ký này, Đức Linh tự xưng là mình là người Mãn. Trên thực tế, cha bà không phải thuộc về Mãn Châu Bát kỳ , mà chỉ thuộc về Hán quân Bát Kỳ . Và vì vậy, Đức Linh cũng không thuộc hoàng gia mà thực sự chỉ là một người thuộc Hán kỳ.
Bảy cuốn sách tiếp theo được bà hoàn thành trong khoảng thời gian tương đối ngắn. Tuy nhiên, những thông tin bà viết mang khá nhiều cảm tính khi mà đế quốc Đại Thanh đã sụp đổ và xã hội Trung Hoa bấy giờ thiên về phủ nhận nó. Bên cạnh đó, xu hướng đề cao cá nhân của bà cũng gặp nhiều chỉ trích. Tất cả những điều này đã gây khó khăn cho việc đánh giá sự đóng góp của bà đối với sử liệu cuối thời Thanh. Mặc dù vậy, sự thật bà vẫn là phụ nữ Tây học đầu tiên tiếp cận với Từ Hi và mô tả rõ nhất cho người Tây phương về cuộc sống bên trong Tử Cấm Thành và Cung điện Mùa hè, vốn đã rất bí ẩn đối với hầu hết người ở Trung Quốc, chứ chưa nói gì đến phần còn lại của thế giới.

### Tác phẩm

#### Sách
- Hai năm trong Tử Cấm Thành (Two Years in the Forbidden City, 1911)    Lưu trữ ngày 27 tháng 3 năm 2017 tại Wayback Machine
- Lão Phật gia (Old Buddha, 1928), với lời tựa của Arthur J. Burks
- Khấu đầu (Kowtow, 1929)
- Cánh hoa Lotos (Lotos Petals, 1930)
- Jades và Dragons (Jades and Dragons, 1932)
- Kim phụng (Golden Phoenix, 1932)
- Ngự hương (Imperial Incense, 1933)
- Thiên tử (Son of Heaven, 1935)

#### Tạp chí
- "White Fox: A Legend of Old China," McCall's Magazine, April 1929
- "The Forbidden City and Broadway," The Saturday Evening Post, ngày 14 tháng 9 năm 1929
- "Aviation in China," Flyers, October 1929
- "How China Went Air Minded," Flyers, November 1929
- "Wings for Women," Flyers, December 1929
- "Within the Golden City," The Saturday Evening Post, ngày 21 tháng 12 năm 1929
- "A Quiet Day with a Chinese Family," The Mentor, February 1930
- "Lady of the Lotus," The Household Magazine, February 1930
- "Golden Bells," Holland's, September 1930
- "Golden Phoenix," Good Housekeeping, December 1930
- "From Convent to Court," Pictorial Review, January 1931
- "Lustrous Jade," Good Housekeeping, February 1931
- "Beyond All Riches," Good Housekeeping, August 1931
- "The Chu Pao Tai," The Household Magazine, September 1931
- "At the Gate of Kwan Yin," Good Housekeeping, November 1931
- "The Honorable Five Blessings," Good Housekeeping, February 1932
- "America Sends Health to China," Physical Culture, March 1932
- "Pu-yi, The Puppet Emperor of Japan," The Saturday Evening Post, ngày 30 tháng 4 năm 1932
- "Singing Kites of Tai Shan," The Household Magazine, August 1932
- "The Kingdom of the Swallows," Good Housekeeping, February 1935